# 164-й истребительный авиационный полк
164-й истребительный авиационный Галацкий Краснознамённый ордена Суворова полк (164-й иап) — воинская часть Военно-воздушных сил (ВВС) Вооружённых Сил РККА, принимавшая участие в боевых действиях Великой Отечественной войны.

## История наименований полка
За весь период своего существования полк своё наименование не менял:
- 164-й истребительный авиационный полк;
- 164-й истребительный авиационный Галацкий полк;
- 164-й истребительный авиационный Галацкий Краснознамённый полк;
- 164-й истребительный авиационный Галацкий Краснознамённый ордена Суворова полк;
- Войсковая часть (Полевая почта) 26236.

## Создание полка
164-й истребительный авиационный полк начал формироваться 1 сентября 1940 года в Киевском Особом военном округе на аэродроме г. Умань в составе 4-х эскадрилий на самолётах И-15бис и И-153 Приказом НКО СССР. Формирование завершено 11 ноября 1940 года со включением в состав 15-й смешанной авиационной дивизии ВВС Киевского Особого военного округа.
| И-15 бис | И-153 | И-16 |

## Расформирование полка
164-й Галацкий истребительный авиационный полк в марте 1947 года расформирован в 336-й истребительной авиационной дивизии 14-го истребительного авиационного корпуса 15-й воздушной армии Прибалтийского военного округа.

## В действующей армии
В составе действующей армии:
- с 22 июня 1941 года по 5 августа 1941 года;
- с 29 сентября 1941 года по 5 июля 1942 года;
- с 14 ноября 1942 года по 18 марта 1943 года;
- с 25 мая 1943 года по 9 мая 1945 года.

## Командиры полка
- майор Акуленко, Прокопий Семёнович[4], 11.10.1940 — 09.1941
- майор, подполковник Глебов Пётр Андреевич[4], 28.09.1941 — 04.1942
- майор, подполковник Мелентьев Алексей Дмитриевич[4], 04.05.1942 — 1946

## В составе соединений и объединений
| Период        | Фронт (округ)                                     | армия                | корпус                                 | дивизия                                       | примечание                                                                                             |
| ------------- | ------------------------------------------------- | -------------------- | -------------------------------------- | --------------------------------------------- | --- |
| 01.09.1940 г. | Киевский Особый военный округ                     | ВВС округа           |                                        | 15-я смешанная авиационная дивизия            | Умань, И-15бис, И-153                                                                                  |
| 22.06.1941 г. | Юго-Западный фронт                                | ВВС фронта           |                                        | 15-я смешанная авиационная дивизия            | Умань, И-16, И-153                                                                                     |
| 16.07.1941 г. | Юго-Западный фронт                                | ВВС фронта           |                                        | 15-я смешанная авиационная дивизия            | передал 7 самолётов и 7 лётчиков в 66-й шап 15-й сад, далее боевой работы не вел                       |
| 05.08.1941 г. | Юго-Западный фронт                                | ВВС фронта           |                                        | 15-я смешанная авиационная дивизия            | выведен с фронта на доукомплектование                                                                  |
| 25.08.1941 г. | Северо-Кавказский военный округ                   | ВВС округа           |                                        | 11-й запасной истребительный авиационный полк | г. Ростов-на-Дону, ЛаГГ-3                                                                              |
| 28.09.1941 г. | Северо-Кавказский военный округ                   | ВВС округа           |                                        | 11-й запасной истребительный авиационный полк | г. Ростов-на-Дону, окончил переучивание на ЛаГГ-3                                                      |
| 29.09.1941 г. | Юго-Западный фронт                                | ВВС фронта           |                                        | 75-я смешанная авиационная дивизия            | ЛаГГ-3                                                                                                 |
| 02.02.1942 г. | Юго-Западный фронт                                | 38-я армия           |                                        | ВВС 38-й армии                                | ЛаГГ-3                                                                                                 |
| 25.06.1942 г. | Юго-Западный фронт                                | 38-я армия           |                                        | ВВС 38-й армии                                | передал 8 самолётов и 17 лётчиков с боевым опытом в другие части ВВС фронта                            |
| 06.07.1942 г. | Закавказский военный округ                        | ВВС округа           |                                        | 25-й запасной истребительный авиационный полк | Аджикабул АзССР                                                                                        |
| 08.11.1942 г. | Закавказский военный округ                        | ВВС округа           |                                        | 25-й запасной истребительный авиационный полк | доукомплектован, Аджикабул АзССР                                                                       |
| 08.11.1942 г. | Закавказский военный округ                        | ВВС округа           |                                        | 25-й запасной истребительный авиационный полк | получил 22 ЛаГГ-3 и убыл в 26-й зиап в г. Кутаиси                                                      |
| 09.11.1942 г. | Закавказский военный округ                        | ВВС округа           |                                        | 26-й запасной истребительный авиационный полк | г. Кутаиси                                                                                             |
| 10.11.1942 г. | Закавказский военный округ                        | ВВС округа           |                                        | 26-й запасной истребительный авиационный полк | г. Кутаиси                                                                                             |
| 10.11.1942 г. | Закавказский фронт Черноморская группа войск      | 5-я воздушная армия  |                                        | 295-я истребительная авиационная дивизия      | ЛаГГ-3                                                                                                 |
| 01.12.1942 г. | Закавказский фронт Черноморская группа войск      | 5-я воздушная армия  |                                        | 295-я истребительная авиационная дивизия      | ЛаГГ-3, переформирован по штату 015/284                                                                |
| 05.02.1943 г. | Северо-Кавказский фронт Черноморская группа войск | 5-я воздушная армия  |                                        | 295-я истребительная авиационная дивизия      | сдал 24 ЛаГГ-3 в 977-й иап и убыл на доукомплектование                                                 |
| 06.03.1943 г. | Северо-Кавказский фронт Черноморская группа войск | 5-я воздушная армия  |                                        | 295-я истребительная авиационная дивизия      | сдал 24 ЛаГГ-3 в 977-й иап и убыл на доукомплектование                                                 |
| 19.03.1943 г. | Приволжский военный округ                         | ВВС округа           |                                        | 4-й запасной истребительный авиационный полк  | Моршанск Тамбовской области, Ла-5                                                                      |
| 25.04.1943 г. | Приволжский военный округ                         | ВВС округа           |                                        | 4-й запасной истребительный авиационный полк  | окончил переучивание, Моршанск Тамбовской области, Ла-5                                                |
| 25.04.1943 г. | Юго-Западный фронт                                | 17-я воздушная армия | 9-й смешанный авиационный корпус       | 295-я истребительная авиационная дивизия      | Ла-5                                                                                                   |
| 20.10.1943 г. | 3-й Украинский фронт                              | 17-я воздушная армия | 9-й смешанный авиационный корпус       | 295-я истребительная авиационная дивизия      | Ла-5                                                                                                   |
| 01.01.1944 г. | 3-й Украинский фронт                              | 17-я воздушная армия | 9-й смешанный авиационный корпус       | 295-я истребительная авиационная дивизия      | Ла-5, переформирован по штату 015/364                                                                  |
| 09.09.1944 г. | 3-й Украинский фронт                              | 17-я воздушная армия | 9-й смешанный авиационный корпус       | 295-я истребительная авиационная дивизия      | присвоено почётное наименование «Галацкий»                                                             |
| 28.09.1944 г. | 3-й Украинский фронт                              | 17-я воздушная армия | 10-й штурмовой авиационный корпус      | 295-я истребительная авиационная дивизия      | Ла-5                                                                                                   |
| 01.10.1944 г. | 3-й Украинский фронт                              | 17-я воздушная армия |                                        | 295-я истребительная авиационная дивизия      | Ла-5                                                                                                   |
| 14.11.1944 г. | 3-й Украинский фронт                              | 17-я воздушная армия |                                        | 295-я истребительная авиационная дивизия      | награждён орденом Красного Знамени                                                                     |
| 01.04.1945 г. | 3-й Украинский фронт                              | 17-я воздушная армия |                                        | 295-я истребительная авиационная дивизия      | перевооружён на Ла-7, получены первые 6 самолётов, всего за апрель получено 24 Ла-7                    |
| 26.04.1945 г. | 3-й Украинский фронт                              | 17-я воздушная армия |                                        | 295-я истребительная авиационная дивизия      | награждён орденом Суворова III степени                                                                 |
| 09.05.1945 г. | 3-й Украинский фронт                              | 17-я воздушная армия |                                        | 295-я истребительная авиационная дивизия      | исключён из действующей армии                                                                          |
| 10.06.1945 г. | Южная группа войск                                | 17-я воздушная армия |                                        | 295-я истребительная авиационная дивизия      | Ла-7                                                                                                   |
| 15.11.1945 г. | Южная группа войск                                | 17-я воздушная армия |                                        | 295-я истребительная авиационная дивизия      | сдал всю матчасть в 178-й гв. иап и ж/д эшелоном убыл из расформировываемой 295 иад в Прибалтийский ВО |
| 02.03.1946 г. | Прибалтийский военный округ                       | 15-я воздушная армия | 14-й истребительный авиационный корпус | 336-я истребительная авиационная дивизия      | перевооружился на истребители Як-9У                                                                    |
| 01.03.1947 г. | Прибалтийский военный округ                       | 15-я воздушная армия | 14-й истребительный авиационный корпус | 336-я истребительная авиационная дивизия      | расформирован                                                                                          |

## Участие в операциях и битвах
| Ла-7 | Ла-5 | ЛаГГ-3 |

- Приграничные сражения — с 22 июня 1941 года по 27 июня 1941 года.
- Львовско-Луцкая оборонительная операция — с 27 июня 1941 года по 2 июля 1941 года.
- Уманская оборонительная операция — с 5 июля 1941 года по 4 августа 1941 года.
- Киевская операция — с 7 июля 1941 года по 25 августа 1941 года.
- Коростеньская оборонительная операция — с 11 июля 1941 года по 25 августа 1941 года.
- Оборонительная операция на подступах к Киеву — с 11 июля 1941 года по 25 августа 1941 года.
- Киевско-Прилуцкая оборонительная операция — с 20 августа 1941 года по 25 августа 1941 года.
- Харьковская операция — с 30 сентября 1941 года по 30 ноября 1941 года.
- Харьковская операция — с 12 мая 1942 года по 25 мая 1942 года
- Битва за Кавказ[5]:
  - Туапсинская операция[5][6] — с 14 ноября 1942 года по 20 декабря 1942 года.
  - Новороссийско-Майкопская наступательная операция[5] — с 11 января 1943 года по 4 февраля 1943 года
  - Краснодарская наступательная операция[5] — с 9 февраля 1943 года по 6 марта 1943 года
  - Новороссийская операция «Море»[5] — с 11 января 1943 года по 6 марта 1943 года
- Курская битва — с 5 июля 1943 года по 12 июля 1943 года.
- Изюм-Барвенковская наступательная операция[7] — с 17 июля 1943 года по 27 июля 1943 года.
- Белгородско-Харьковская операция — с 3 августа 1943 года по 23 августа 1943 года.
- Донбасская операция[5] — с 13 августа 1943 года по 22 сентября 1943 года.
- Запорожская операция[5] — с 10 октября 1943 года по 14 октября 1943 года.
- Днепропетровская операция[5] — с 23 октября 1943 года по 5 ноября 1943 года.
- Никопольско-Криворожская наступательная операция[5] — с 30 января 1944 года по 29 февраля 1944 года.
- Березнеговато-Снигиревская операция — с 6 марта 1944 года по 18 марта 1944 года.
- Одесская наступательная операция[5] — с 23 марта 1944 года по 14 апреля 1944 года.
- Ясско-Кишинёвская операция[5] — с 20 августа 1944 года по 29 августа 1944 года.
- Белградская операция[5] — с 28 сентября 1944 года по 20 октября 1944 года.
- Будапештская операция[5] — с 29 октября 1944 года по 13 февраля 1945 года
- Апатин-Капошварская наступательная операция — с 7 ноября 1944 года по 10 декабря 1944 года
- Ондавская наступательная операция — с 20 ноября 1944 года по 15 декабря 1944 года
- Балатонская оборонительная операция[5] — с 6 марта 1945 года по 15 марта 1945 года
- Венская операция[5] — с 16 марта 1945 года по 15 апреля 1945 года:
  - Веспремская наступательная операция — с 16 марта 1945 года по 25 марта 1945 года
  - Шопрон-Баденская наступательная операция — с 26 марта 1945 года по 6 апреля 1945 года
  - Надьканиже-Кёрмендская наступательная операция — с 16 марта 1945 года по 15 апреля 1945 года
  - Штурм Вены — с 26 марта 1945 года по 4 апреля 1945 года
- Грацко-Амштеттенская наступательная операция — с 25 апреля 1945 года по 5 мая 1945 года

## Первые победы полка в воздушном бою
Первые известные воздушные победы полка в Отечественной войне одержаны 22 июня 1941 года: в групповых воздушных боях в районах Куровице, Берестечко, Любачевка лётчики полка сбили 6 самолётов противника (2 Ju-88 и 4 Ме-109).

## Почётные наименования
164-му истребительному авиационному полку 9 сентября 1944 года за отличие в боях с немецкими захватчиками за овладение городами Измаил и Галац присвоено почётное наименование «Галацкий»

## Награды
- 164-й истребительный авиационный Галацкий полк за образцовое выполнение заданий командования в боях с немецкими захватчиками, за освобождение города Белград и проявленные при этом доблесть и мужество Указом Президиума Верховного Совета СССР от 14 ноября 1944 года награждён орденом «Боевого Красного Знамени».
- 164-й истребительный авиационный Галацкий Краснознамённый полк за образцовое выполнение боевых заданий командования в боях с немецкими захватчиками при овладении городами Сомбартель, Капувар, Кесег и проявленные при этом доблесть и мужество Указом Президиума Верховного Совета СССР от 26 апреля 1945 года награждён орденом «Суворова III степени».

## Благодарности Верховного Главнокомандующего
За проявленные образцы мужества и героизма Верховным Главнокомандующим лётчикам полка в составе 295-й иад объявлены благодарности:

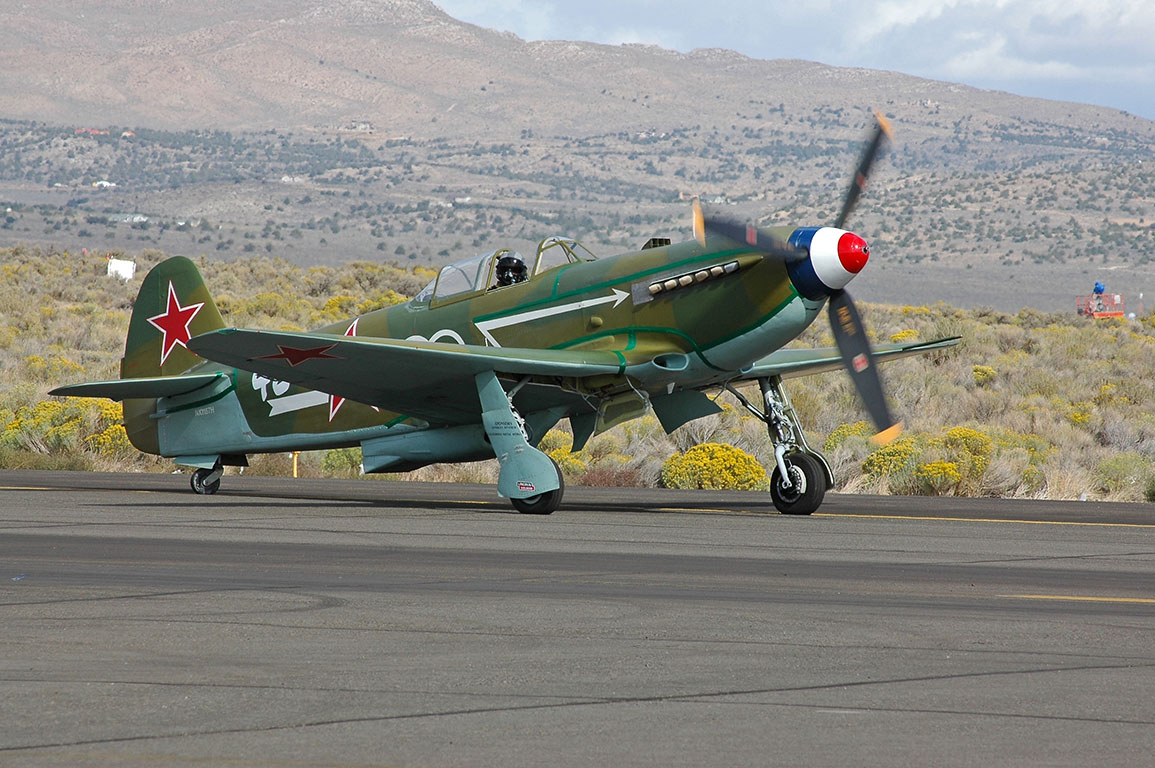
Самолёт Як-9У

- за освобождение городов Новомосковск, Синельниково, Лозовая и Павлоград[9]
- за прорыв обороны противника южнее Бендер[10]
- за освобождение города Запорожье[11]
- за овладение городом Галац[12]
- за овладение городом Браилов[13]
- за освобождение города Белград[14]
- за овладение городом Будапешт[15]
- за овладение городами Папа и Девечер[16]
- за овладение городами Чорно и Шарвар[17]
- за овладение городами Сомбатель, Капувар и Кесег[18]
- за овладение Винер-Нойштадтом[19]
- за овладение городом Вена[20]

## Отличившиеся воины
- Скоморохов Николай Михайлович лётчик полка в ноябре 1942 — апреле 1944 года, удостоен звания дважды Герой Советского Союза (22.02.1945, 18.08.1945) будучи командиром эскадрильи 31-го истребительного авиационного полка 295-й истребительной авиационной дивизии 9-го смешанного авиационного корпуса 17-й воздушной армии. Золотая Звезда № 4895 и № 6913.
- Белкин Александр Никитович, старший лейтенант, командир эскадрильи 164-го истребительного авиационного полка 295-й истребительной авиационной дивизии 9-го смешанного авиационного корпуса 17-й воздушной армии 04 февраля 1944 года удостоен звания Герой Советского Союза. Золотая Звезда № 2696.
- Володин Анатолий Иванович, капитан, заместитель командира эскадрильи 164-го истребительного авиационного полка 295-й истребительной авиационной дивизии 17-й воздушной армии Указом Президиума Верховного Совета СССР 23 февраля 1948 года удостоен звания Герой Советского Союза. Золотая Звезда № 8304
- Карасёв, Александр Никитович, старший лейтенант, лётчик полка в апреле — июле 1942 года, удостоен звания Герой Советского Союза 24 августа 1943 года будучи командиром звена 9-го гвардейского истребительного авиационного полка 6-й гвардейской истребительной авиационной дивизии 8-й воздушной армии. Золотая Звезда № 1138
- Кирилюк Виктор Васильевич, лейтенант, лётчик полка в январе — декабре 1943 года, удостоен звания Герой Советского Союза 23 февраля 1945 года будучи командиром звена 31-го истребительного авиационного полка 295-й истребительной авиационной дивизии 17-й воздушной армии. Золотая Звезда № 4893
- Милованов Алексей Михайлович, капитан, лётчик полка в сентябре 1941 — декабре 1942 года, удостоен звания Герой Советского Союза 1 июля 1944 года будучи командиром эскадрильи 193-го истребительного авиационного полка 302-й истребительной авиационной дивизии 4-го истребительного авиационного корпуса 5-й воздушной армии. Посмертно
- Онискевич Григорий Демьянович, старший лейтенант, заместитель командира эскадрильи 164-го истребительного авиационного полка 295-й истребительной авиационной дивизии 9-го смешанного авиационного корпуса 17-й воздушной армии Указом Президиума Верховного Совета СССР 1 июля 1944 года удостоен звания Герой Советского Союза. Золотая Звезда № 3486
- Сержантов Иван Яковлевич, гвардии лейтенант, лётчик полка в сентябре 1941 — июле 1942, удостоен звания Герой Советского Союза посмертно будучи лётчиком 9-го гвардейского истребительного авиационного полка 6-й гвардейской истребительной авиационной дивизии 8-й воздушной армии.
- Шевырин Валентин Михайлович, старший лейтенант, командир звена 164-го истребительного авиационного полка 295-й истребительной авиационной дивизии 17-й воздушной армии Указом Президиума Верховного Совета СССР 29 июня 1945 года удостоен звания Герой Советского Союза. Золотая Звезда № 7545

## Лётчики-асы полка
| Фамилия, имя отчество            | Награды                     | Сбито самолётов (+ в группе) | Примечание |
| -------------------------------- | --------------------------- | ---------------------------- | --- |
| Аганин Виктор Матвеевич          |                             | 5 + 0                        | Лётчик полка: февраль 1944 — май 1945. Боевых вылетов: 262; воздушных боев: 36 |
| Балакин Владимир Николаевич      |                             | 9 + 1                        | Лётчик полка: декабрь 1942 — август 1943. Боевых вылетов: 180; воздушных боев: 50. Погиб 27 августа 1943 г. Разбился при вынужденной посадке на самолёте, повреждённом в воздушном бою.                |
| Белкин Александр Никитович       |                             | 17 + 0 (2)                   | Лётчик полка: июнь 1943 — декабрь 1944. Боевых вылетов: 385; воздушных боев: 78. |
| Богатырёв Сергей Яковлевич       |                             | 11 + 1                       | Лётчик полка: сентчбрь 1941 — июль 1942. Погиб 15 июня 1944 г. Сбит зенитной артиллерией противника |
| Володин Анатолий Иванович        |                             | 18 + 0                       | Лётчик полка: январь 1943 — май 1945. Боевых вылетов: 382; воздушных боев: 74. |
| Дмитриев Михаил Захарович        |                             | 5 + 0                        | Лётчик полка: декабрь 1942 — май 1944. Боевых вылетов: 303; воздушных боев: 78 |
| Дмитриев Фёдор Васильевич        |                             | 5 + 0                        | Лётчик полка: март — май 1945. Боевых вылетов: 143; воздушных боев: 18. Один самолёт противника сбит таранным ударом.                                                                                  |
| Евтодиенко Владимир Владимирович |                             | 9 + 1                        | Лётчик полка: октябрь 1942 — август 1943. Погиб 11 августа 1943 г. Сбит в воздушном бою. |
| Жиряков Николай Иванович         | не найдено                  | 9 + 0                        | Лётчик полка: 1943 — октябрь 1943. Погиб 12 октября 1943 г. Убит при выполнении боевого задания. |
| Карасёв Александр Никитович      |                             | 27 + 2 (7 + 0)               | Лётчик полка: апрель — июль 1942. Боевых вылетов: более 500; воздушных боев: более 100. |
| Кирилюк Виктор Васильевич        |                             | 29 + 1                       | Лётчик полка: январь — декабрь 1943. Боевых вылетов: 510; воздушных боев: 129 |
| Ковалёв Игнатий Петрович         |                             | 8 + 0                        | Лётчик полка: январь — июнь 1943. Боевых вылетов: 316; воздушных боев: 126 |
| Козлов Иван Филиппович           |                             | 7 + 3                        | Лётчик полка: июнь — август 1941. Пропал без вести 17 июня 1944 г. Не вернулся с боевого задания. |
| Кольцов Иван Иванович            |                             | 8 + 0                        | Лётчик полка: июнь 1943 — июль 1944, сентябрь 1944 — май 1945. Боевых вылетов: 389; воздушных боев: 112                                                                                                |
| Липатов Алексей Васильевич       |                             | 6 + 0                        | Лётчик полка: ноябрь 1942 — сентябрь 1943. Боевых вылетов: 72 [07.08.1943] Погиб 7 сентября 1943 г. Сбит в воздушном бою.                                                                              |
| Мартынов Анатолий Сергеевич      |                             | 10 + 1                       | Лётчик полка: октябрь 1942 — май 1945 Боевых вылетов: 618; воздушных боев: 90 |
| Милованов Алексей Михайлович     |                             | 12 + 1                       | Лётчик полка: сентябрь 1941 — декабрь 1942. Боевых вылетов: около 220; воздушных боев: 30. Погиб 6 марта 1944 г. Ранен в боевом вылете, разбился при посадке.                                          |
| Михалёв Фёдор Сергеевич          |                             | 6 + 0                        | Лётчик полка: май 1944 — апрель 1945. Боевых вылетов: 262; воздушных боев: 30. Погиб 16 апреля 1945 г. Сбит истребителем противника при возвращении с боевого задания.                                 |
| Морозов Алексей Андреевич        |                             | 9 + 4                        | Лётчик полка, штурман полка: сентябрь 1941 — май 1947. Боевых вылетов: 318 (на 21.01.1945; воздушных боев: 63)                                                                                         |
| Новиков Иван Дмитриевич          |                             | 5 + 0                        | Лётчик полка: июль 1944 — май 1945. Боевых вылетов: 339; воздушных боев: 44 |
| Овчинников Василий Дмитриевич    |                             | 5 + 0                        | Лётчик полка: май 1943 — сентябрь 1944 Боевых вылетов: 236. Отстранён от полётов по состоянию здоровья.                                                                                                |
| Онискевич Григорий Демьянович    |                             | 15 + 0                       | Лётчик полка: октябрь 1942 — май 1945. Боевых вылетов: 482; воздушных боев: 106. |
| Пиндюр Борис Иосифович           |                             | 10 + 12                      | Лётчик полка: май — август 1944 Боевых вылетов: 333; воздушных боев: более 100. Погиб 26 августа 1944 г. Разбился в авиационной катастрофе.                                                            |
| Пузыренко Виталий григорьевич    |                             | 7 + 0                        | Лётчик полка: февраль 1943 — март 1945. Погиб 21 марта 1945 г. Сбит в воздушном бою. |
| Сергеев Филипп Фёдорович         |                             | 14 + 10                      | Лётчик полка: декабрь 1944 — май 1945. Боевых вылетов: 382; воздушных боев: 74. |
| Сержантов Иван Яковлевич         |                             | 8 + 2 (13 + 8)               | Лётчик полка: сентябрь 1941 — июль 1942. Боевых вылетов: 258; воздушных боев: 85. |
| Сидоров Александр Иванович       |                             | 6 + 0                        | Лётчик полка: декабрь 1943 — май 1945. Боевых вылетов: более 300. |
| Скоморохов Николай Михайлович    | Орден Октябрьской революции | 44 + 2                       | Лётчик полка: ноябрь 1942 — апрель 1944. Боевых вылетов: около 600; воздушных боев: 143. Погиб 21 октября 1994 г. Разбился в автомобильной катастрофе в Монино.                                        |
| Сотников Алексей Александрович   |                             | 7 + 9 [7 + 3]                | Лётчик полка: июнь 1941 — апрель 1942. Боевых вылетов: 199; воздушных боев: 38 |
| Султан-Галиев Анатолий Борисович |                             | 13 + 0                       | Лётчик полка: май 1943 — июль 1944/ Боевых вылетов: 252. Отправлен из полка в госпиталь в июле 1944 г.                                                                                                 |
| Устинов Михаил Астафьевич        |                             | 9 + 1                        | Лётчик полка: январь 1943 — февраль 1944. Боевых вылетов: 366. Убыл из полка, с 25.02.1944 — слушатель Липецких курсов усовершенствования командного состава, далее служил в 926-м (перегоночном) иап. |
| Шевырин Валентин Михайлович      |                             | 16 + 2                       | Лётчик полка: май 1943 — май 1945. Боевых вылетов: 356; воздушных боев: 92. |

## Итоги боевой деятельности полка
Всего за годы Великой Отечественной войны полком:
| Выполнено боевых вылетов | Сбито самолётов в воздухе | Уничтожено самолётов всего |
| ------------------------ | ------------------------- | -------------------------- |
| 11418                    | 346                       | 382                        |

Свои потери:
| Потеряно самолётов, всего | Погибло лётчиков всего |
| ------------------------- | ---------------------- |
| 116                       | 59                     |

## Самолёты на вооружении
| Период      | Самолёты |
| ----------- | -------- |
| 1940 — 1941 | И-15бис  |
| 1941 — 1941 | И-16     |
| 1940 — 1941 | И-153    |
| 1941 — 1943 | ЛаГГ-3   |
| 1943 — 1945 | Ла-5     |
| 1945 — 1945 | Ла-7     |
| 1946 — 1947 | Як-9У    |

## Базирование
| Период                  | Аэродром             |
| ----------------------- | -------------------- |
| 07.1945 — 15.11.1945    | Тимишоара, Румыния   |
| 02.03.1946 — 01.04.1947 | Рига-Румбула, Латвия |